# Harpactea caucasia
Harpactea caucasia là một loài nhện trong họ Dysderidae.
Loài này thuộc chi Harpactea. Harpactea caucasia được Wladislaus Kulczynski miêu tả năm 1895.